# Післяйменник
Післяйменник — службова частина мови, яка виконує аналогічну роль, що і прийменник, але стоїть після слова до якого відноситься. Притаманний більшості аглютинативних мов, зокрема японській та корейській, а також тюркським, фінно-угорським мовам тощо.
Деякі флективні індоєвропейські мови, наприклад хінді, вірменська, осетинська та інші, також мають післяйменник. У російській мові післяйменник трапляється у приказках та фразеологічних виразах: рос. «Не корысти ради, а удовольствия для».
У тюркських мовах, як і в низці інших мов, деякі післяйменники злились зі словом і перетворились на афікси. Наприклад, у турецькій — тур. «masada» — «на столі», в татарській — там. «йөрәксез» — «без серця».